# 斯韋恩·羅瑟蘭
斯韋恩·羅瑟蘭（挪威語：Svein Rosseland，1894年3月31日—1985年1月19日），挪威天體物理學家，是理論天體物理學的先驅。

## 生平
羅瑟蘭生於挪威克瓦姆，是家中9名子女中的老么。1917年羅瑟蘭在海于格松參加了考試後前往奧斯陸大學就讀。在奧斯陸大學三個學期後他於1919年離校，到氣象學家威廉·皮耶克尼斯的卑爾根氣象學派團隊任職。1920年羅瑟蘭前往丹麥哥本哈根大學的物理研究所（今尼爾斯·波耳研究所）任職，並且和尼尔斯·玻尔等著名物理學家見面。任職當地時發表了兩篇開創性成果的科學論文。1924到26年間羅瑟蘭在美國加州威尔逊山天文台擔任洛克菲勒研究员。
1927年羅瑟蘭獲得奧斯陸大學博士學位，之後於1928年起任教於奧斯陸大學至1964年。這期間羅瑟蘭於1934年以洛克菲勒基金會贊助的資金建立了理論天體物理研究所並擔任所長。1929到30年間他是哈佛大学天文台的客座教授。1934年羅瑟蘭創辦了由挪威科學與文學院出版的期刊《挪威天体物理学报》（Astrophysica Norvegica）。1936年他出版了包含個人大量原創性研究成果的教科書《理論天體物理學》 。羅瑟蘭在幕後對於奥斯陆分析仪的製造貢獻甚多。該微分分析儀於1938年建成，曾有一段時間是世界上同一類型計算器中計算功能最強的。
第二次世界大戰納粹德國佔領挪威期間，羅瑟蘭逃往美國，在普林斯頓大學任教。1943年羅瑟蘭前往英國倫敦，先在英國空軍部進行雷達研發，再到海军本部研究水下爆破。羅瑟蘭同時也是合众国计时公司（U.S. Time Corporation，今美國天美時集團）的顧問。戰爭最後幾年他在哥倫比亞大學進行軍事研究。
戰後羅瑟蘭於1946年返回挪威。他在戰後參與了挪威的科研政策決策，並參與建立了成立於1948年的挪威能源科技研究所和1955年成立的挪威技术科学院。羅瑟蘭還是於1954年在奥普兰郡倫內爾建立的哈勒斯圖亞太陽天文台幕後推手。

## 榮譽與獎項

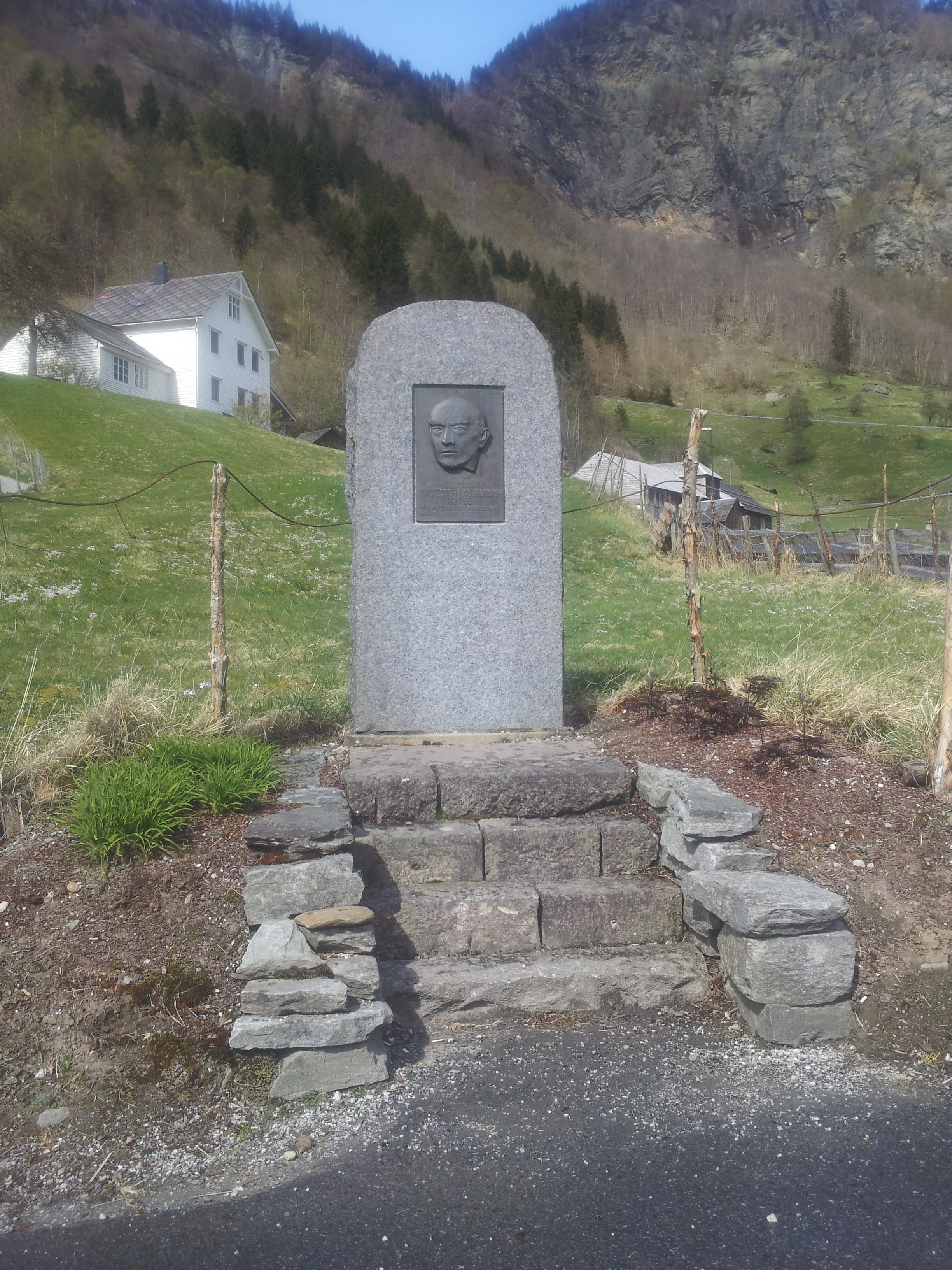
位於挪威斯坦达尔瀑布附近的羅瑟蘭頭像浮雕。

1957年羅瑟蘭獲得挪威聖奧拉夫勳章司令勳位。月球上的羅斯蘭環形山、光學上的羅斯蘭平均不透明度都以其姓氏命名。奧斯陸大學理論天體物理研究所主建築命名為「斯韋恩·羅瑟蘭大樓」。挪威科學與文學院於1994年10月在奧斯陸舉辦了斯韋恩·羅瑟蘭誕生百年紀念研討會。在羅瑟蘭家鄉諾爾哈依姆森附近的斯坦达尔瀑布樹立了羅瑟蘭頭像浮雕。

## 代表性著作
- On the Internal Constitution of the Stars, 1925
- The Principle of Quantum Theory,  1930
- On the Stability of Gaseous Stars,  1931
- Astrophysik auf atomtheoretischer Grundlage,  1931
- Theoretical Astrophysics,  1936
- Jorda og universet. Matematisk geografi, 1940
- The Pulsation Theory of Variable Stars,  1949

## 外部連結
- Institutt for Teoretisk Astrofysikk （页面存档备份，存于）
- Solobservatoriet på Harestua （页面存档备份，存于）
- Image of Svein Rosseland （页面存档备份，存于）
- Svein Rosselands hus （页面存档备份，存于）